# Leptorchestes algerinus
Leptorchestes algerinus är en spindelart som beskrevs av Wesolowska, Szeremeta 200. Leptorchestes algerinus ingår i släktet Leptorchestes och familjen hoppspindlar. Inga underarter finns listade i Catalogue of Life.